# 黑心金光菊
黑心金光菊（学名：Rudbeckia hirta）是菊科金光菊属的植物，为北美洲的特有植物。分布于美洲等地，目前已由人工引种栽培。

## 别名
黑心金光菊（江苏南部种子植物手册）
黑心金光菊，英文俗称＂黑眼苏珊＂（＂黑眼苏珊藤＂是另外一种植物：翼叶山牵牛Thunbergia Alata），菊科，原产于美国东部和中部。是美国马里兰州的州花。